# سارا ایساکویچ
سارا ایساکویچ (به انگلیسی: Sara Isaković) (زادهٔ ۹ ژوئن ۱۹۸۸) شناگر اهل اسلوونی است.